# Koffee with Karan

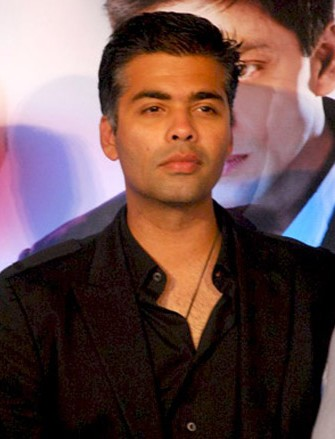
Karan

Koffee with Karan ist eine Fernsehshow des Senders STAR World mit den Filmregisseur Karan Johar. Sie wurde zum ersten Mal am 19. November 2004 mit seinen Freunden Shahrukh Khan und Kajol ausgestrahlt und endete am 27. Mai 2005. 
In der Show werden beliebte Bollywoodstars oder deren Familien, erfolgreiche Regisseure und Altstars interviewt. Außerdem gibt es recht am Schluss der Show eine sogenannte rapid fire-Runde, in der Karan Johar lustige und unerwartete Fragen stellt, die die Stars schnell und ohne große Überlegungen beantworten müssen. Wer die witzigsten Antworten gibt, bekommt einen Geschenkkorb überreicht.

## Beliebte Paare der  1. Staffel
- Shahrukh Khan und Kajol
- Rani Mukerji und Kareena Kapoor
- Preity Zinta und Saif Ali Khan
- Aishwarya Rai und Sanjay Leela Bhansali
- Fardeen Khan und Zayed Khan
- Gurinder Chadha und Farah Khan
- Amitabh Bachchan und Abhishek Bachchan
- Gauri Khan und Shahrukh Khan, Suzanne Roshan und Hrithik Roshan
- Sunny Deol und Bobby Deol
- Shabana Azmi und Shobhaa De
- Ekta Kapoor und Sunita Menon
- Hrithik Roshan, Farhan Akhtar und Uday Chopra
- Bipasha Basu und Lara Dutta
- Sushmita Sen und Sanjay Dutt
- Abhishek Bachchan und Preity Zinta
- Konkona Sen Sharma und Rahul Bose
- Priyanka Chopra und Arjun Rampal
- Smriti Irani und Sakshi Tanwar
- Malaika Arora-Khan, Amrita Arora und Dino Morea
- John Abraham und Vivek Oberoi
- Rishi Kapoor und Neetu Singh
- Esha Deol und Shahid Kapoor
- Hema Malini und Zeenat Aman

Finale:
- Shahrukh Khan
- Amitabh Bachchan
- Sanjay Leela Bhansali
- Farah Khan
- Farhan Akhtar
- Kajol
- Jaya Bachchan

## Beliebte Paare der  2. Staffel
- Shahrukh Khan, Kajol und Rani Mukherjee
- Hrithik Roshan und Priyanka Chopra
- Sanjay Leela Bhansali und Mallika Sherawat
- Karisma Kapoor, Kareena Kapoor und Shahid Kapoor
- Saif Ali Khan und  Soha Ali Khan
- Mira Nair, Farah Khan und Tabu
- Sanjay Dutt und Priya Dutt
- Vijay Mallya und Shobhaa De
- Konkona Sen Sharma, Kunal Kapoor und Ritesh Deshmukh
- Jaya Bachchan, Hema Malini, Esha Deol und Shweta Bachchan-Nanda
- Rakesh Roshan, Rakeysh Omprakash Mehra, Rajkumar Hirani und Kunal Kohli
- Rakhi Sawant, Carol Gracias und Rahul Roy
- Bipasha Basu und John Abraham
- Rishi Kapoor, Randhir Kapoor, Rajiv Kapoor, Neetu Singh und Reema Jain
- Richard Gere
- Ekta Kapoor, Ronit Roy, Ram Kapoor und Hiten Tejwani
- Shilpa Shetty, Shamita Shetty und Sunanda Shetty

## Sonstiges
- Koffee with Karan war die erste englische Entertainmentshow, die in Indien hohe Einschaltquoten hatte.
- Karan Johar erwähnte, dass seine Lieblingsepisode die mit Rani Mukherji und Kareena Kapoor war, sowie das Finale.
- Die Episode mit Abhishek Bachchan und Preity Zinta hatte die höchste Einschaltquoten der Show.
- Einige Stars wie Ajay Devgan und Aditya Chopra lehnten ab in der Show aufzutreten.
- Die zweite Staffel wird am 11. Februar 2007 mit Kajol und Rani Mukherji fortgesetzt werden. Außerdem ist Shahrukh Khan als spezieller Gast eingeladen.